# Aphonomorphus duplovenatus
Aphonomorphus duplovenatus är en insektsart som beskrevs av Lucien Chopard 1937. Aphonomorphus duplovenatus ingår i släktet Aphonomorphus och familjen syrsor. Inga underarter finns listade i Catalogue of Life.